# Janthina umbilicata
Janthina umbilicata (nomeada, em inglês, small violet snail) é uma espécie de molusco gastrópode marinho da família Epitoniidae, na ordem Caenogastropoda (no passado, na família Janthinidae), epipelágica e pleustônica em oceanos tropicais. Foi classificada por Alcide Dessalines d'Orbigny, em 1841, no texto Voyage dans l'Amérique méridionale [...] exécuté pendant les années 1826, 1827, 1828, 1829, 1830, 1831, 1832 et 1833.

## Descrição da concha e hábitos
Janthina umbilicata possui concha globosa, com espiral destacada e geralmente com até 4 voltas angulares, de coloração púrpura a rosada, atingindo até os 1.5 centímetros de comprimento e sem canal sifonal em sua abertura. Possui lábio externo arredondado e fino, com columela reta, na parte anterior, e sem opérculo na abertura, quando adulta.

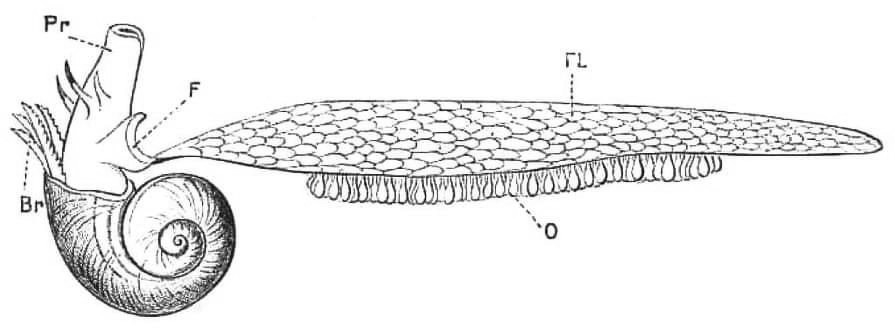
Ilustração de Janthina janthina (Linnaeus, 1758)[1] com o animal ("FL": flutuador; "O": ovos; "Pr": probóscide; "Br": brânquias; "F": pé); retirada de Molluscs, Cambridge Natural History, v.3 (1895).

Os moluscos do gênero Janthina não possuem visão e não podem viver desconectados de seus flutuadores; fixos por seus pés e com a abertura da concha para cima, estando à mercê de ventos e correntes marinhas, na superfície das ondas, para o seu deslocamento, passando sua vida na zona epipelágica ou nêuston (superfície dos oceanos) de mares tropicais, se alimentando de cnidários dos gêneros Physalia, Porpita e Velella. Tais flutuadores são constituídos por uma bolsa de bolhas de ar formadas por muco endurecido e secretado pelo animal. Tais bolsas também contém seus ovos, mantidos em cápsulas presas à parte inferior do flutuador das fêmeas e liberados como larvas que nadam livremente. Os indivíduos são protândricos; iniciam suas vidas como machos e posteriormente se tornam fêmeas. Quando são alvo de predação eles podem soltar uma substância de coloração arroxeada para a sua defesa. Podem ser depositados em praias, ainda vivos.

## Distribuição geográfica
Esta espécie está distribuída geralmente nas áreas de clima tropical e temperado dos três oceanos, incluindoː
- Oceano Atlânticoː Cuba, golfo do México, mar do Caribe.
- Oceano Índicoː África do Sul, Moçambique.
- Oceano Pacíficoː Nova Zelândia.[5]